# Pârâul Pintii
Pârâul Pintii este un afluent al râului Negrișoara. 

## Hărți
- Harta Munții Călimani  Arhivat în 11 octombrie 2008, la Wayback Machine.
- Harta Județul Suceava ]